# Lý Duy Gia
Lý Duy Gia (giản thể: 李维嘉; phồn thể: 李維嘉; bính âm: Lǐ Wéijiā; sinh ngày 4 tháng 11 năm 1976), còn được gọi là "Gia ca" là một nam MC người Trung Quốc. Duy Gia nổi tiếng với vai trò MC trong chương trình Happy Camp của đài truyền hình Hồ Nam với các đồng nghiệp khác như Hà Cảnh, Tạ Na, Đỗ Hải Đào và Ngô Hân.

## Tiểu sử
Lý Duy Gia sinh ngày 4 tháng 11 năm 1976 tại Trường Sa, tỉnh Hồ Nam. Anh tốt nghiệp Học viện Truyền thông Chiết Giang.